# Volley Forlì 2008-2009
Questa voce raccoglie le informazioni riguardanti il Volley Forlì nelle competizioni ufficiali della stagione 2008-2009.

## Stagione
La stagione 2008-09 è per il Volley Forlì, sponsorizzato dalla Yoga, la quarta in Serie A1: la società mancava dalla massima serie del campionato italiano dalla stagione 2000-01 ed ha guadagnato la partecipazione vincendo i play-off promozione della Serie A2 2007-08. Rispetto alla passata annata la squadra viene quasi del tutto rivoluzionata: in panchina è confermato Piero Molducci, così come tra gli artefici della promozione rimangono Luciano Bozko, Alfonso Bendi e Alberto Casadei, mentre tra gli acquisti principali spiccano quelli di Marco Molteni, Giuseppe Patriarca, Fabiano Bittar e Rafael Redwitz.
Il campionato si apre con due sconfitte consecutive, mentre la prima vittoria arriva alla terza giornata, in trasferta al tie-break contro il Perugia Volley: dopo altri tre stop, la squadra romagnola si aggiudica due gare di fila contro il Taranto Volley ed il Piemonte Volley. Le ultime cinque gare del girone di andata vedono il Volley Forlì uscire sempre perdente, eccetto in una sola occasione, con la prima parte del torneo che si chiude al tredicesimo posto, risultato non utile per qualificarsi alla Coppa Italia. Il girone di ritorno è ancora meno ricco di soddisfazioni rispetto a quello di andata: la formazione di Forlì riesce infatti a vincere solo due gare, una in trasferta contro la Sisley Volley ed una in casa contro il Sempre Volley. La regular season si chiude con il tredicesimo posto in classifica, che condanna il club alla retrocessione nella serie cadetta.

## Organigramma societario
Area direttiva
- Presidente: Giovanni Gavelli
- Vicepresidente: Marco Magnani
- Segreteria generale: Nerina Patera

Area organizzativa
- Team manager: Gilberto Marchi
- Direttore sportivo: Gilberto Marchi

Area tecnica
- Allenatore: Piero Molducci
- Allenatore in seconda: Michele Totire
- Responsabile settore giovanile: Fabio Fornasari
- Coordinatore settore giovanile: Alessandro Fammelume

Area comunicazione
- Ufficio stampa: Roberto Feroli
- Area comunicazione: Roberto Feroli
- Webmaster: Tadema Favali

Area marketing
- Ufficio marketing: Andrea Bernabè, Nerina Patera

Area sanitaria
- Medico: Antonio Ghini, Giorgio Gondolini
- Preparatore atletico: Luca Rafelli
- Fisioterapista: Lorenzo Lucchi

## Rosa
| N° | Nome                   | Ruolo | Data di nascita   | Nazionalità sportiva |
| -- | ---------------------- | ----- | ----------------- | -------------------- |
| 1  | Jason Haldane          | C     | 23 luglio 1971    | Canada               |
| 1  | Leonardo Rodrigues     | S     | 20 giugno 1978    | Italia               |
| 2  | Hubert Henno           | L     | 6 ottobre 1976    | Francia              |
| 3  | Marco Molteni          | S     | 3 settembre 1976  | Italia               |
| 4  | Alfonso Bendi          | L     | 24 maggio 1976    | Italia               |
| 5  | Fabiano Bittar         | S     | 15 febbraio 1980  | Brasile              |
| 6  | Eugenio Dolfo          | P     | 23 giugno 1987    | Italia               |
| 7  | Maikel Cardona         | S/O   | 16 novembre 1976  | Italia               |
| 8  | Rafael Redwitz         | P     | 12 agosto 1980    | Brasile              |
| 9  | Massimiliano Di Franco | C     | 7 febbraio 1978   | Italia               |
| 11 | Alberto Casadei        | S/O   | 15 settembre 1984 | Italia               |
| 12 | Marco Loglisci         | C     | 5 dicembre 1975   | Italia               |
| 14 | Davide Bellini         | P     | 20 maggio 1969    | Italia               |
| 15 | Giuseppe Patriarca     | S     | 23 marzo 1977     | Italia               |
| 18 | Luciano Bozko          | S     | 24 novembre 1978  | Polonia              |

## Mercato
| Acquisti | Acquisti               | Acquisti          | Acquisti   |
| R.       | Nome                   | da                | Modalità   |
| -------- | ---------------------- | ----------------- | ---------- |
| S        | Fabiano Bittar         | Toyoda Trefuerza  | definitivo |
| S/O      | Maikel Cardona         | Top Volley Latina | definitivo |
| C        | Massimiliano Di Franco | Perugia           | definitivo |
| P        | Eugenio Dolfo          | BluVolley Verona  | definitivo |
| C        | Jason Haldane          | Lokomotiv-Izumrud | definitivo |
| L        | Hubert Henno           | M. Roma           | definitivo |
| S        | Marco Molteni          | M. Roma           | definitivo |
| S        | Giuseppe Patriarca     | Taranto           | definitivo |
| P        | Rafael Redwitz         | Paris             | definitivo |

| Cessioni | Cessioni           | Cessioni    | Cessioni   |
| R.       | Nome               | a           | Modalità   |
| -------- | ------------------ | ----------- | ---------- |
| C        | Carlo Bonazzi      | ?           | definitivo |
| L        | Mathias Celetti    | ?           | definitivo |
| C        | Sebastián Creus    | Materdomini | definitivo |
| C        | Mario Ferraro      | Loreto      | definitivo |
| C        | Massimo Gelli      | Marconi     | definitivo |
| P        | Michel Guemart     | Segrate     | definitivo |
| S        | Roberto Mosca      | ?           | definitivo |
| S        | Giacomo Santandrea | ?           | definitivo |
| S        | Simone Spescha     | M. Roma     | definitivo |

## Risultati

### Serie A1

#### Girone di andata
| 1ª giornata - 27 settembre 2008 PalaTrento, Trento            | Trentino       | 3 - 0 | Forlì            | 25-18, 33-31, 27-25               |
| 2ª giornata - 5 ottobre 2008 PalaCredito di Romagna, Forlì    | Forlì          | 0 - 3 | Treviso          | 23-25, 19-25, 20-25               |
| 3ª giornata - 12 ottobre 2008 PalaEvangelisti, Perugia        | Perugia        | 2 - 3 | Forlì            | 23-25, 25-15, 25-23, 23-25, 11-15 |
| 4ª giornata - 19 ottobre 2008 PalaCredito di Romagna, Forlì   | Forlì          | 1 - 3 | Pineto           | 19-25, 29-27, 24-26, 20-25        |
| 5ª giornata - 26 ottobre 2008 PalaGeorge, Montichiari         | Gabeca         | 3 - 0 | Forlì            | 25-20, 25-21, 27-25               |
| 6ª giornata - 2 novembre 2008 PalaCredito di Romagna, Forlì   | Forlì          | 0 - 3 | Piacenza         | 21-25, 23-25, 17-25               |
| 7ª giornata - 9 novembre 2008 PalaWojtyla, Martina Franca     | Prisma Taranto | 1 - 3 | Forlì            | 23-25, 25-23, 23-25, 22-25        |
| 8ª giornata - 16 novembre 2008 PalaCredito di Romagna, Forlì  | Forlì          | 3 - 1 | Piemonte         | 22-25, 25-20, 25-19, 25-23        |
| 9ª giornata - 23 novembre 2008 PalaFontescodella, Macerata    | Lube           | 3 - 0 | Forlì            | 25-20, 25-15, 25-15               |
| 10ª giornata - 29 novembre 2008 PalaFabris, Padova            | Sempre Padova  | 3 - 1 | Forlì            | 25-14, 25-17, 23-25, 25-22        |
| 11ª giornata - 8 dicembre 2008 PalaCredito di Romagna, Forlì  | Forlì          | 0 - 3 | Callipo          | 15-25, 20-25, 20-25               |
| 12ª giornata - 14 dicembre 2008 PalaPanini, Modena            | Modena         | 1 - 3 | Forlì            | 22-25, 16-25, 25-21, 20-25        |
| 13ª giornata - 21 dicembre 2008 PalaCredito di Romagna, Forlì | Forlì          | 0 - 3 | BluVolley Verona | 22-25, 17-25, 19-25               |

#### Girone di ritorno
| 14ª giornata - 28 dicembre 2008 PalaCredito di Romagna, Forlì     | Forlì            | 0 - 3 | Trentino       | 14-25, 20-25, 20-25               |
| 15ª giornata - 3 gennaio 2009 PalaVerde, Villorba                 | Treviso          | 1 - 3 | Forlì          | 25-23, 19-25, 22-25, 20-25        |
| 16ª giornata - 6 gennaio 2009 PalaCredito di Romagna, Forlì       | Forlì            | 1 - 3 | Perugia        | 22-25, 25-23, 23-25, 22-25        |
| 17ª giornata - 11 gennaio 2009 PalaMaggetti, Roseto degli Abruzzi | Pineto           | 3 - 2 | Forlì          | 28-26, 23-25, 26-24, 21-25, 15-12 |
| 18ª giornata - 18 gennaio 2009 PalaCredito di Romagna, Forlì      | Forlì            | 2 - 3 | Gabeca         | 15-25, 25-22, 23-25, 25-16, 12-15 |
| 19ª giornata - 25 gennaio 2009 PalaBanca, Piacenza                | Piacenza         | 3 - 0 | Forlì          | 25-22, 25-21, 25-15               |
| 20ª giornata - 8 febbraio 2009 PalaCredito di Romagna, Forlì      | Forlì            | 2 - 3 | Prisma Taranto | 23-25, 26-24, 25-20, 19-25, 11-15 |
| 21ª giornata - 15 febbraio 2009 PalaBreBanca, Cuneo               | Piemonte         | 3 - 1 | Forlì          | 25-19, 28-30, 25-18, 25-22        |
| 22ª giornata - 22 febbraio 2009 PalaCredito di Romagna, Forlì     | Forlì            | 1 - 3 | Lube           | 22-25, 25-27, 27-25, 16-25        |
| 23ª giornata - 1º marzo 2009 PalaCredito di Romagna, Forlì        | Forlì            | 3 - 0 | Sempre Padova  | 25-22, 25-20, 25-23               |
| 24ª giornata - 8 marzo 2009 PalaValentia, Vibo Valentia           | Callipo          | 3 - 0 | Forlì          | 30-28, 25-18, 25-19               |
| 25ª giornata - 15 marzo 2009 PalaCredito di Romagna, Forlì        | Forlì            | 0 - 3 | Modena         | 17-25, 28-30, 23-25               |
| 26ª giornata - 22 marzo 2009 PalaOlimpia, Verona                  | BluVolley Verona | 3 - 2 | Forlì          | 25-20, 18-25, 25-23, 15-25, 15-13 |

## Statistiche

### Statistiche di squadra
| Competizione | Punti | In casa | In casa | In casa | In trasferta | In trasferta | In trasferta | Totale | Totale | Totale |
| Competizione | Punti | G       | V       | P       | G            | V            | P            | G      | V      | P      |
| ------------ | ----- | ------- | ------- | ------- | ------------ | ------------ | ------------ | ------ | ------ | ------ |
| Serie A1     | 21    | 13      | 2       | 11      | 13           | 4            | 9            | 26     | 6      | 20     |
| Totale       | 21    | 13      | 2       | 11      | 13           | 4            | 9            | 26     | 6      | 20     |

G = partite giocate; V = partite vinte; P = partite perse

### Statistiche dei giocatori
| Giocatore    | Serie A1 | Serie A1 | Serie A1 | Serie A1 | Serie A1 | Totale | Totale | Totale | Totale | Totale |
| Giocatore    | P        | PT       | AV       | MV       | BV       | P      | PT     | AV     | MV     | BV     |
| ------------ | -------- | -------- | -------- | -------- | -------- | ------ | ------ | ------ | ------ | ------ |
| D. Bellini   | 17       | 3        | 2        | 1        | 0        | 17     | 3      | 2      | 1      | 0      |
| A. Bendi     | 5        | -        | -        | -        | -        | 5      | -      | -      | -      | -      |
| F. Bittar    | 23       | 246      | 220      | 10       | 16       | 23     | 246    | 220    | 10     | 16     |
| L. Bozko     | 21       | 64       | 58       | 4        | 2        | 21     | 64     | 58     | 4      | 2      |
| M. Cardona   | 11       | 98       | 80       | 13       | 5        | 11     | 98     | 80     | 13     | 5      |
| A. Casadei   | 23       | 189      | 167      | 12       | 10       | 23     | 189    | 167    | 12     | 10     |
| M. Di Franco | 25       | 120      | 95       | 23       | 2        | 25     | 120    | 95     | 23     | 2      |
| E. Dolfo     | 2        | 0        | 0        | 0        | 0        | 2      | 0      | 0      | 0      | 0      |
| J. Haldane   | 15       | 117      | 79       | 21       | 17       | 15     | 117    | 79     | 21     | 17     |
| H. Henno     | 26       | -        | -        | -        | -        | 26     | -      | -      | -      | -      |
| M. Loglisci  | 16       | 47       | 35       | 12       | 0        | 16     | 47     | 35     | 12     | 0      |
| M. Molteni   | 25       | 288      | 245      | 25       | 18       | 25     | 288    | 245    | 25     | 18     |
| G. Patriarca | 26       | 282      | 253      | 21       | 8        | 26     | 282    | 253    | 21     | 8      |
| R. Redwitz   | 26       | 44       | 25       | 8        | 11       | 26     | 44     | 25     | 8      | 11     |
| L. Rodrigues | 2        | 11       | 9        | 0        | 2        | 2      | 11     | 9      | 0      | 2      |

P = presenze; PT = punti totali; AV = attacchi vincenti; MV = muri vincenti; BV = battute vincenti